# Frigolit

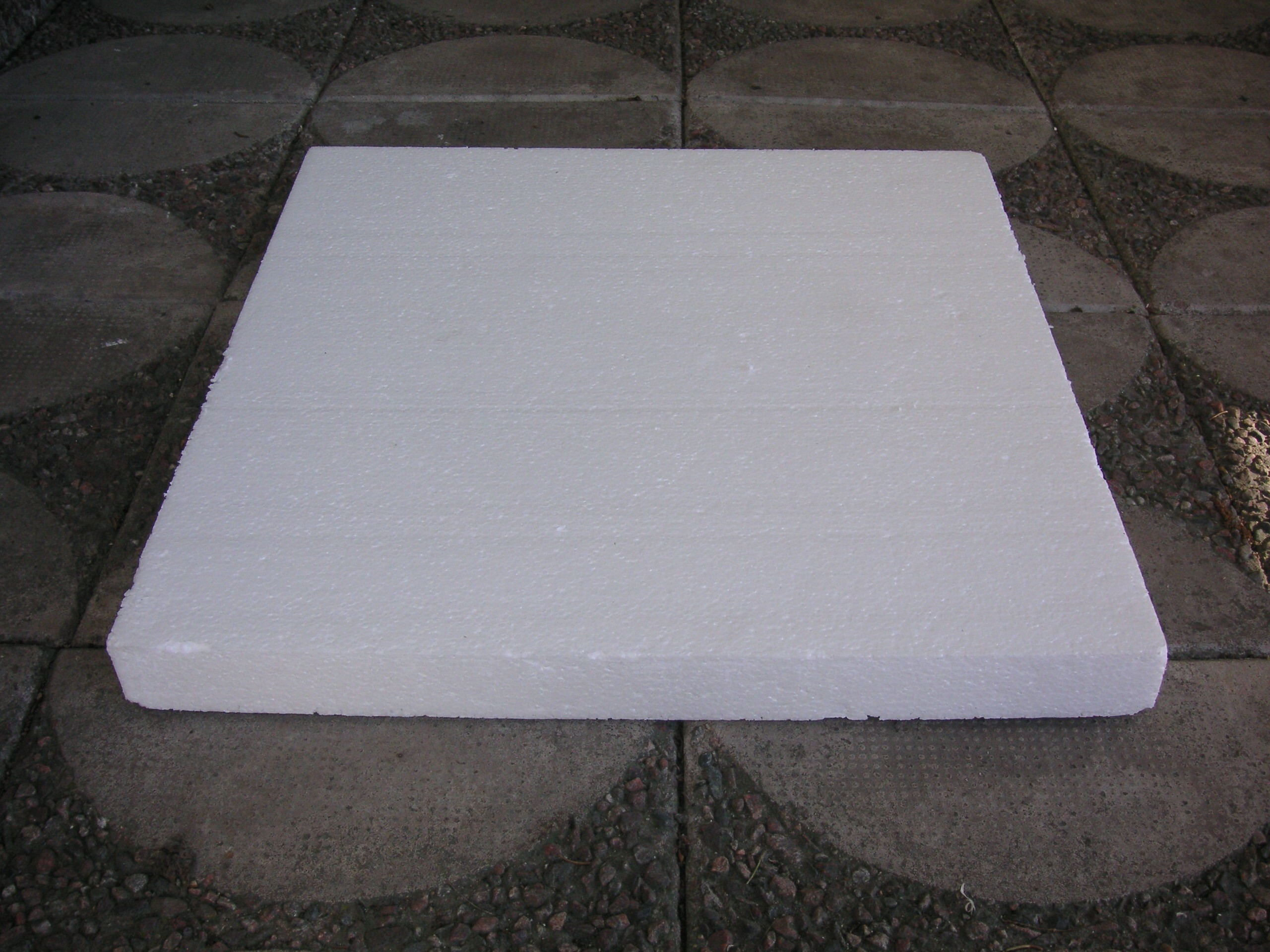
Frigolit

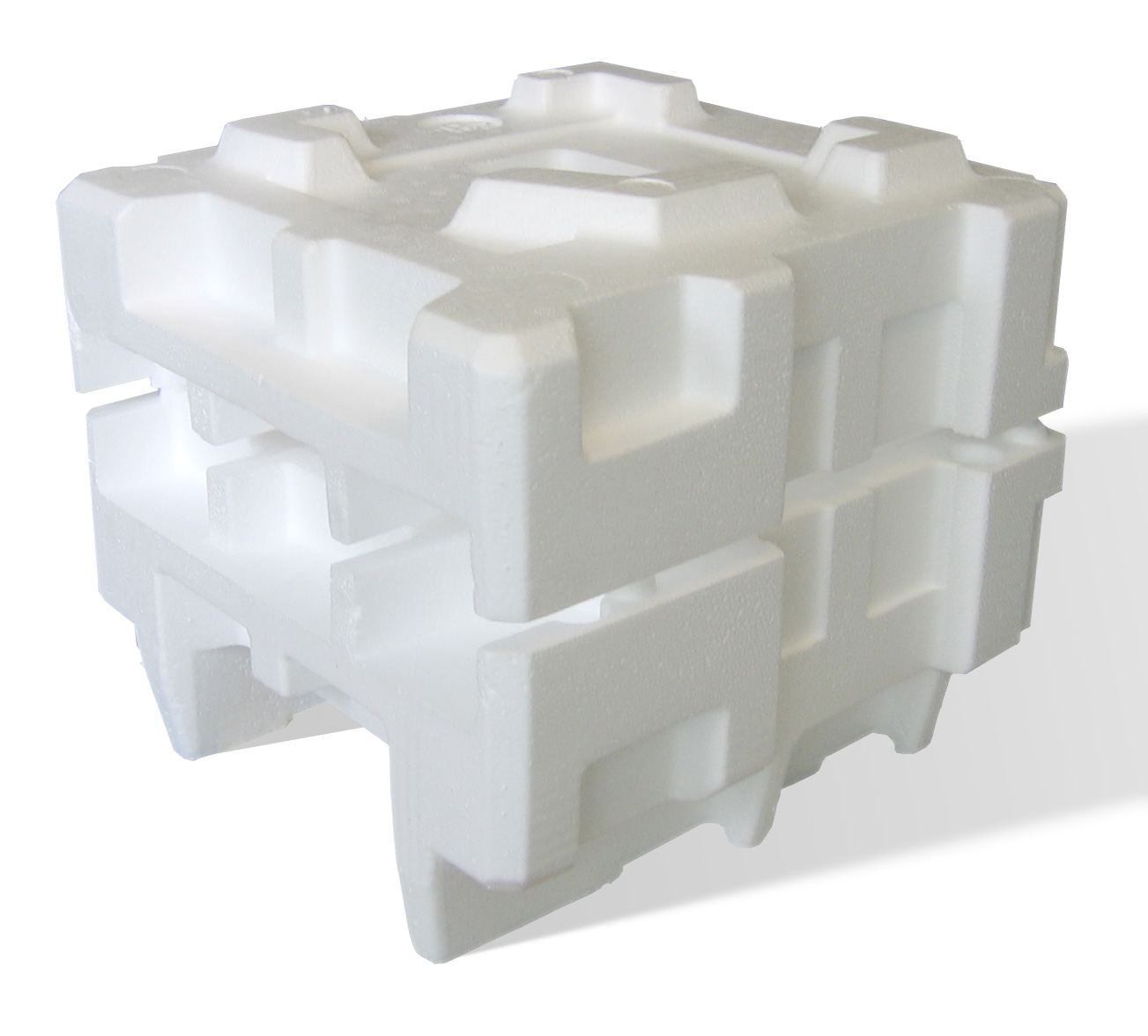
Expanderad polystyren (EPS) packningsmaterial

Frigolit är en vit polystyren i form av cellplast som bland annat används som stötdämpande material i förpackningar, isolering, eller som en billigare variant av stuckatur. Ordet var från början ett varumärke.

## Namnet
Egentligen är Frigolit i princip bara ett degenererat varumärke för expanderad polystyren  (EPS/Cellplast) ursprungligen från Nordiska Frigolit Aktiebolaget i Halmstad, men namnet har rotat sig hos allmänheten och används idag som ett neutralt materialnamn. När varumärket Frigolit såldes på Blocket hösten 2009 för 112 000 kr tillverkades cellplast inte längre under varumärket.
Bland finlandssvenskar kallas frigolit för styrox.
Även de norska och danska namnen "isopor" och "flamingo" är varumärkesnamn som degenererat.

## Beskrivning
Frigolit-typen av cellplast består av jästa pärlor av styren som sedan sintrats.

## Användning
Frigolit kan bearbetas med kniv eller såg. Frigolit kan även skäras med hjälp av en värmetråd eller värmekniv. Frigolit limmas exempelvis med ett så kallat polyuretanlim, bygg- eller glas-silikon, vattenbaserat kontaktlim, latexfog eller ett annat icke lösningsmedelbaserat sättlim, beroende på vilken vidhäftningsförmåga som krävs. Andra sorter kan bryta ner plasten. Frigolit tål således inte kontakt med aceton eller petrokemiska lösningsmedel  .
Frigolit används idag i mycket stor utsträckning för isolering av husgrunder, väggar och tak, både vid nybyggnation och renovering. Det används även i pontonbryggor och under vägar (så kallade vägbankar). 
Frigolit tål vatten mycket bra och kan förvaras utomhus, men bör skyddas mot långvarigt solljus då frigoliten bryts ner av ultraviolett ljus. Frigolit kan även återanvändas, omtillverkas samt energiåtervinnas genom förbränning.